# ザ・コンビニスペシャル 〜3つの世界を独占せよ〜
ザ・コンビニスペシャル 〜3つの世界を独占せよ〜（ザ コンビニスペシャル 3つのせかいをどくせんせよ）は、コンビニエンスストアの経営を題材とした経営シミュレーションゲームである。開発、販売はアートディンク。プラットフォームはプレイステーション。1998年3月12日発売。後に廉価版として、ARTDINK BEST CHOICE版が2000年1月6日に発売。

## 概要
本作は、マスターピース制作のパソコンゲーム、『ザ・コンビニ～アナザーワールド～』のプレイステーション向け移植作品である。なお、本作はアートディンク・WGC（ワールドゲームコレクション）というシリーズ名目で発売された。イメージイラストはイラストレーターのスージー甘金。
猫しかいない「猫ワールド」、ファンタジー世界を題材とした「RPGワールド」、荒廃した世紀末的世界の「リバースシティ」の3つを選んで、プレイできる。ここで選んだ世界によって、商品そのものや登場人物が異なっており、システム等は基本的には他社および既存の経営ゲームと同じだが、上記の世界観等でオリジナリティを出し既存シリーズとの差別化を図っている。

## 内容
コンビニの経営を続けながら町を発展させていくことを目的としており、パソコン版『ザ・コンビニ～アナザーワールド～』とほぼ同じである。登場する世界は下記の3種類。
ねこワールド
店長、店員、お客のすべてが猫であり、客の容姿も猫に変更されている。扱う商品はネコジャラシ、猫缶など。豪華な刺し身が好きなヒマラヤン、安い店で煮干しを買う野良猫など、多彩な顔ぶれをもつ。また、酒・タバコなどの嗜好品が、この世界ではマタタビやネズミなどになっており、休憩室も高級座布団等になっている。
RPGワールド
中世ヨーロッパ風の、いわゆるファンタジー系RPGに代表されるような剣と魔法の世界。鎧を着た戦士や魔法使い、リザードマンなどが剣や盾、薬草などを買いに来る。建物や地形データも洞窟・城などになり、付近での戦闘で傷ついた兵士が薬草や解毒剤を求めて殺到する。また、おしのびで現れた王様が値段の高く実用性のない装備品を買ったりもする。
リバースシティ
近未来、戦争直後の荒れ果てすさんだ世界が舞台。ゲーム序盤では、人々が食料や医薬品など、生活に欠かせない必需品を求めて来店するものの、 皆所持金が少なくなかなか買うことができない。当然治安は悪く、万引き、強盗、火事が多発する。しかし、ゲームが進むにつれ、町が復旧、発展し、客は少しずつ通常価格ものを買いにくるようになる。町の成長と需要の変化に対し、どのように対応できるかが攻略のポイントとなる。
結果的に、「リバースシティ」が最も難易度の高いモードとなっており、世界観やイメージのみならず、それに合わせて難易度が設定されている部分などが、本作の特徴である。なお、ねこワールドの顔グラフィックは、ディフォルメされたイラストではなく、図鑑や写真からトレースしたような、極めてリアルなものとなっている。SEもねこにちなんで「ニャー」などとなっている。

## 評価
電撃PlayStationDPSソフトレビューでは60、55の110点。レビュアーは異世界が舞台なだけあって品揃えが笑える、前作と比べて操作が滑らか、超高速モードのおかげでストレスフリーだが、3つの世界がありながら住人の反応に変り映えがあまりない、グラフィックはシステマティックだが隔たりを感じない、2、3時間放置しておいたら資産が数十億まで激増していたのは好意的に見ても難易度を下げ過ぎでゲーム性を疑うとし、文の結びでそれぞれ「マイナーチェンジ版である感が否めずそれなら（価格は5800円より）もっと安くすべきだった」「シリーズのファンなら買いかな？」とした。

## その他
- 本作にはスクラッチカードが同梱され、縦、横、斜めのライン上に絵が3つ揃った場合、オリジナルデザインのエプロンが 1000名に当たるキャンペーンが実施された。